# نتفلیکس انیمیشن
نتفلیکس انیمیشن (به انگلیسی: Netflix Animation) یک استودیوی انیمیشن سازی آمریکایی و یکی از شرکت های تابعهٔ نتفلیکس است. این استودیو عمدتاً برنامه های انیمیشن و فیلم های بلند تولید و توسعه می دهد.

## تاریخ
زمانی که نتفلیکس در سال ۲۰۱۳ شروع به تولید انیمیشن کرد، همهٔ آنها توسط شرکت های شخص ثالث، عمدتاً تلویزیون دریم‌ورکس انیمیشن تولید می‌شدند. با این حال، در نوامبر ۲۰۱۸، اعلام شد که نتفلیکس در حال توسعهٔ انیمیشن های انحصاری‌اش است.

## فیلم شناسی

### فیلم های بلند
| # | عنوان               | تاریخ انتشار   | کارگردان(ان)       | تولید مشترک با                                                               | سرویس(های) انیمیشن           | یادداشت ها                                 |
| - | ------------------- | -------------- | ------------------ | ---------------------------------------------------------------------------- | ---------------------------- | ------------------------------------------ |
| ١ | کلاوس               | ۸ نوامبر ۲۰۱۹  | سرخیو پابلوس       | سرخیو پابلوس و سینما آترس مدیا                                               | —                            |                                            |
| ٢ | ویلابی‌ها            | ۲۲ آرویل ۲۰۲۰  | کریس پرن           | برون انیمیشن و کریتیو ولت مدیا                                               | —                            | بر اساس رمانی به همین نام نوشته لوییس لوری |
| ٣ | روی ماه             | ۲۳ اکتبر ۲۰۲۰  | گلن کین            | استودیو پرل و گلن کین پروداکشنز                                              | سونی پیکچرز ایمج‌ورکز         |                                            |
| ۴ | آرلو پسر کروکودیلی  | ۱۶ آوریل ۲۰۲۰  | رایان کرگو         | شرکت تیت‌ماوس                                                                 | —                            | پیش درآمد سریال من آرلو را دوست دارم       |
| ۵ | آمریکا: تصویر متحرک | ۳۰ ژوئن ۲۰۲۱   | مت تامپسون         | فلوید کاونتی پروداشکنز، لرد میلر پروداشنز، فری اسوسیشن و جیتری داگ پروداکشنز | —                            |                                            |
| ۶ | بازگشت به اوت‌بک     | ۱۰ دسامبر ۲۰۲۱ | کلر نایت هری کریپس | آکیوا گلدزمن                                                                 | استودیوهای ریل اف‌ایکس کریتیو | [ ۲ ]                                      |

### سریال های تلویزیونی
| #  | عنوان                   | خالق(ها)                               | قسمت‌ها/فصل‌ها  | مدت زمان       | تاریخ اکران     | تاریخ پایان   | تولید مشترک با                                                   | یادداشت‌ها                                                               |
| -- | ----------------------- | -------------------------------------- | ------------- | -------------- | --------------- | ------------- | ---------------------------------------------------------------- | ----------------------------------------------------------------------- |
| ١  | کامیون زباله            | مکس کین                                | ۲ فصل ۲۸ قسمت | ۱۰-۱۷ دقیقه    | ۱۰ نوامبر ۲۰۲۰  | تاکنون        | گلن کین پروداشکنز                                                |                                                                         |
| ٢  | بچه کیهانی              | کریگ مک‌کراکن                           | ۳ فصل ۲۴ قسمت | ۱۷-۱۵ دقیقه    | ۲ فوریه ۲۰۲۱    | ۳ فوریه ۲۰۲۲  | سی‌ام‌سی‌سی کارتونز                                                 | پایان یافته                                                             |
| ٣  | شهر ارواح               | الیزابت ایتو                           | ۱ فصل ۶ قسمت  | ۱۸-۲۰ دقیقه    | ۵ مارس ۲۰۲۱     | ۵ مارس ۲۰۲۱   | تیم‌تی‌او                                                          |                                                                         |
| ۴  | ما مردم                 | کریس نی                                | ۱ فصل ۱۰ قسمت | ۴-۵ دقیقه      | ۴ ژوئیه ۲۰۲۱    | تاکنون        | هایرگراند پروداکشنز انجمن خالاپو اینک لفینگ ویلد                 |                                                                         |
| ۵  | ریدلی جونز              | کریس نی                                | ۳ فصل ۱۵ قسمت | ۲۷-۲۸ دقیقه    | ۱۳ ژوئیه ۲۰۲۱   | تاکنون        | براون بنگ فیلمز                                                  |                                                                         |
| ۶  | جهان سانتور             | مگان نیکول دونگ                        | ۲ فصل ۱۸ قسمت | ۲۵-۷۳ دقیقه    | ۳۰ ژوئیه ۲۰۲۱   | ۷ دسامبر ۲۰۲۱ | اسکچ‌شارک پروداشکنز                                               | پایان یافته                                                             |
| ٧  | من آرلو را دوست دارم    | رایان کرگو                             | ۱ فصل ۱۹ قسمت | ۱۴-۲۵ دقیقه    | ۲۷ اوت ۲۰۲۱     | تاکنون        | شرکت تیت‌ماوس                                                     | ادامه فیلم آرلو پسر کروکودیلی                                           |
| ٨  | آدا توئیست، دانشمند     | کری گرانت                              | ۲ فصل ۱۲ قسمت | ۲۹ دقیقه       | ۲۸ سپتامبر ۲۰۲۱ | تاکنون        | لفینگ ویلد، براون بگ فیلمز، واند ورلدواید و هایر گراند پروداکشنز |                                                                         |
| ٩  | یک داستان مخوف و ترسناک | سایمون اتو داگ لنگدیل                  | ۱ فصل ۱۰ قسمت | ۲۷-۳۰ دقیقه    | ۸ اکتبر ۲۰۲۱    | تاکنون        | بوت راکر استودیوز، گروه رسانه‌ای نوو و آسترو-نومیکال انترتینمنت   | بر اساس مجموعه کتاب های کودکان به همین نام اثر آدام گیدویتز             |
| ١٠ | دنیای کارما             | لوداکریس                               | ۲ فصل ۲۳ قسمت | ۱۳ دقیقه       | ۱۵ اکتبر ۲۰۲۱   | تاکنون        | براون بگ فیلمز،‌ گروه کریتیو افیریس و کاماراز ورلد انترتینمنت     |                                                                         |
| ١١ | کار درونی               | زیون تاکوچی                            | ۱ فصل ۱۰ قسمت | ۲۶-۳۱ دقیقه    | ۲۲ اکتبر ۲۰۲۱   | تاکنون        | تاکو گوچی                                                        |                                                                         |
| ١٢ | سگ‌ها در فضا             | جرمیا کورتز                            | ۱ فصل ۱۰ قسمت | ۲۰ تا ۲۴ دقیقه | ۱۸ نوامبر ۲۰۲۱  | تاکنون        | گریزلی‌جر پروداکشنز                                               | خدمات انیمیشن توسط کارتون اتمی؛ تمدید شده                               |
| ١٣ | نمایش لیوانی و فنجونی   | چاد مولدنهاور جارد مولدنهاور دیو واسون | ۱ فصل ۱۲ قسمت | ۱۴ تا ۱۷ دقیقه | ۱۸ فوریه ۲۰۲۲   | تاکنون        | سندیکای کینگ فیچرز و استودیو ام‌دی‌اچ‌آر                            | بر اساس بازی ویدئویی "کاپ هد"؛ فصل ۲ قرار است در اواسط سال ۲۰۲۲ پخش شود |

### سری محدود
| عنوان       | خالق             | قسمت‌ها | زمان اجرا   | تاریخ اکران   | تولید مشترک با                              | یادداشت    |
| ----------- | ---------------- | ------ | ----------- | ------------- | ------------------------------------------- | ---------- |
| مایا و درخت | خورخه آر. گوتیرز | ۹ قسمت | ۳۳-۴۴ دقیقه | ۲۲ اکتبر ۲۰۲۱ | مایا اینترتینمنت، مکسوپلیس و تانگنت انیمیشن | مینی سریال |

### ویژه برنامه ها
| عنوان | تاریخ انتشار   | سازندگان / برنامه‌نویسان                                       | تولید مشترک با | یادداشت                                 |
| ----- | -------------- | ------------------------------------------------------------- | -------------- | --------------------------------------- |
| خانه  | ۱۴ ژانویه ۲۰۲۲ | پالوما بائزا نیکی لیندروث فون باهر مارک جیمز رولز اما دو سواف | نکسوس استودیوز | فیلم گلچین ویژه شامل سه داستان مجزا است |

### فیلم های کوتاه
| # | عنوان    | تاریخ انتشار   | کارگردان           | تولید مشترک با    | یادداشت                                      |
| - | -------- | -------------- | ------------------ | ----------------- | -------------------------------------------- |
| ۱ | بوم      | ۱۱ دسامبر ۲۰۲۰ | فرانک ای. آبنی سوم | تولیدات چرخ زنجیر |                                              |
| ۲ | دزد گربه | ۲۲ فوریه ۲۰۲۲  | مایک هولینگسورث    | برو اند بونز      | خدمات انیمیشن توسط بولدر مدیا؛ داستان تعاملی |